# Montia campylostigma
Montia campylostigma är en källörtsväxtart som först beskrevs av Peter B. Heenan, och fick sitt nu gällande namn av Peter B. Heenan. Montia campylostigma ingår i släktet källörter, och familjen källörtsväxter. Inga underarter finns listade i Catalogue of Life.